# 前橋市斎場
前橋市斎場（まえばししさいじょう）は、群馬県前橋市にある市営斎場である。

## 歴史
前橋の火葬場は、1886年（明治19年）にコレラ対策のため横山町ほか36か町村共有で、勢多郡朝倉村に避病院と焼室（火葬場）が設置されたことに始まる。避病院は1890年（明治23年）に天川大島村、1895年（明治28年）にさらに一毛村に移転になったため、焼室も移転新設することとなり、1893年（明治26年）に勢多郡木瀬村大字天川大島字供養塚に建設された。翌明治27年より供用が開始された。当時は周辺は田んぼであり人家はなかった。
近代化した旧斎場は、1971年（昭和46年）に竣工し、高さ50mの火葬棟があり、目立つ存在であった。1972年（昭和47年）に斎場棟が完成している。
旧斎場が老朽化していたことから、同じ敷地内で稼働しながら建て替える計画が立てられた。現在の施設は2007年に着工し、2011年（平成23年）2月に竣工した。設計は山下設計、施工は大成建設である。象徴的であった50mの煙突は取り壊されている。

## データ
所在地　前橋市天川大島町1丁目31−1
- 火葬炉 6基
- 待合室 11室
- 式場 3室
- 駐車場330台